# یراک
یراک (به اسپانیایی: Llorac) یک شهرستان در اسپانیا است که در کاتالونیا واقع شده‌است.